# Pachysphinx modesta
Pachysphinx modesta är en fjärilsart som beskrevs av Harris 1839. Pachysphinx modesta ingår i släktet Pachysphinx och familjen svärmare. Inga underarter finns listade i Catalogue of Life.

## Beskrivning

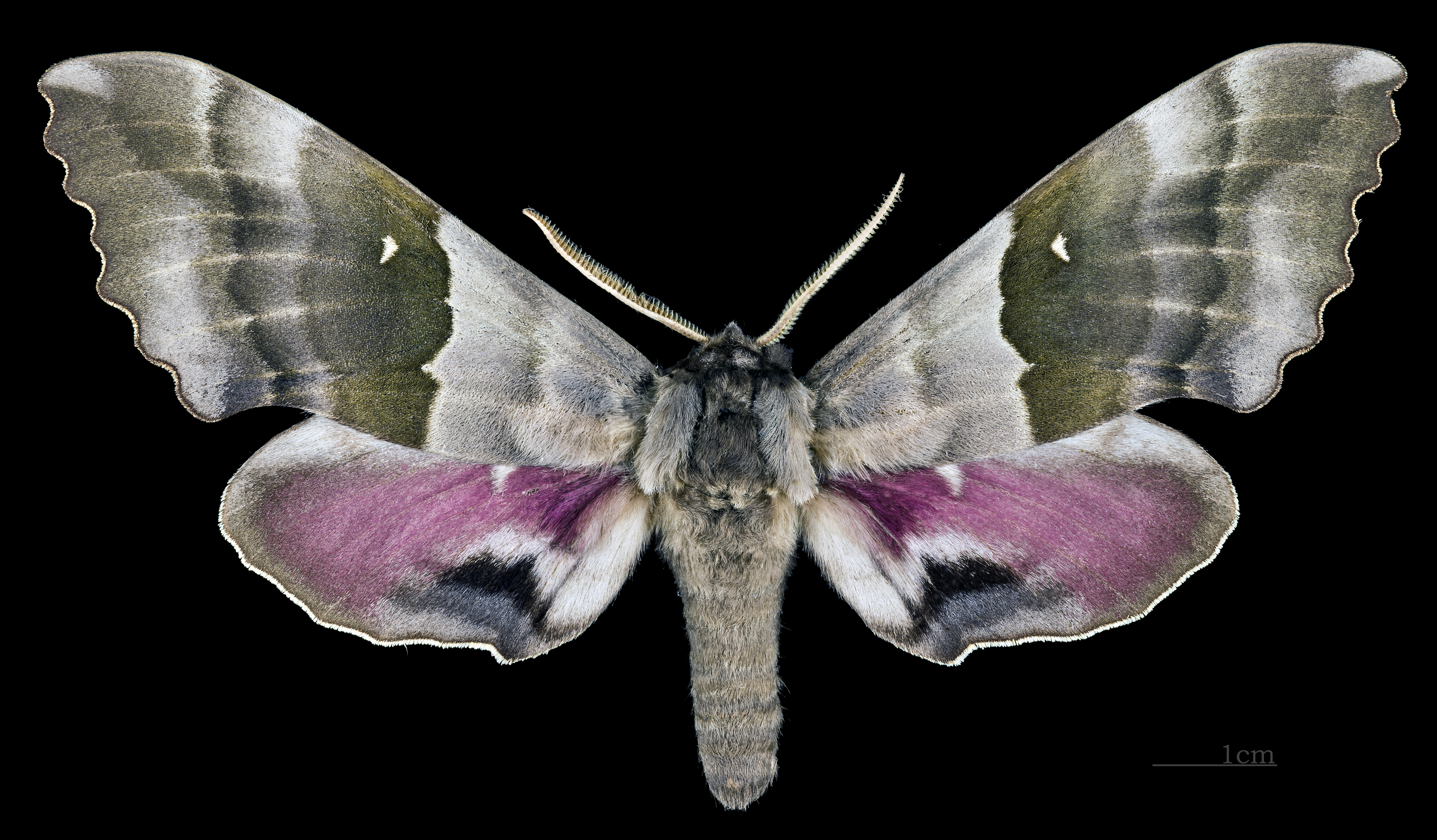
Pachysphinx modesta ♂
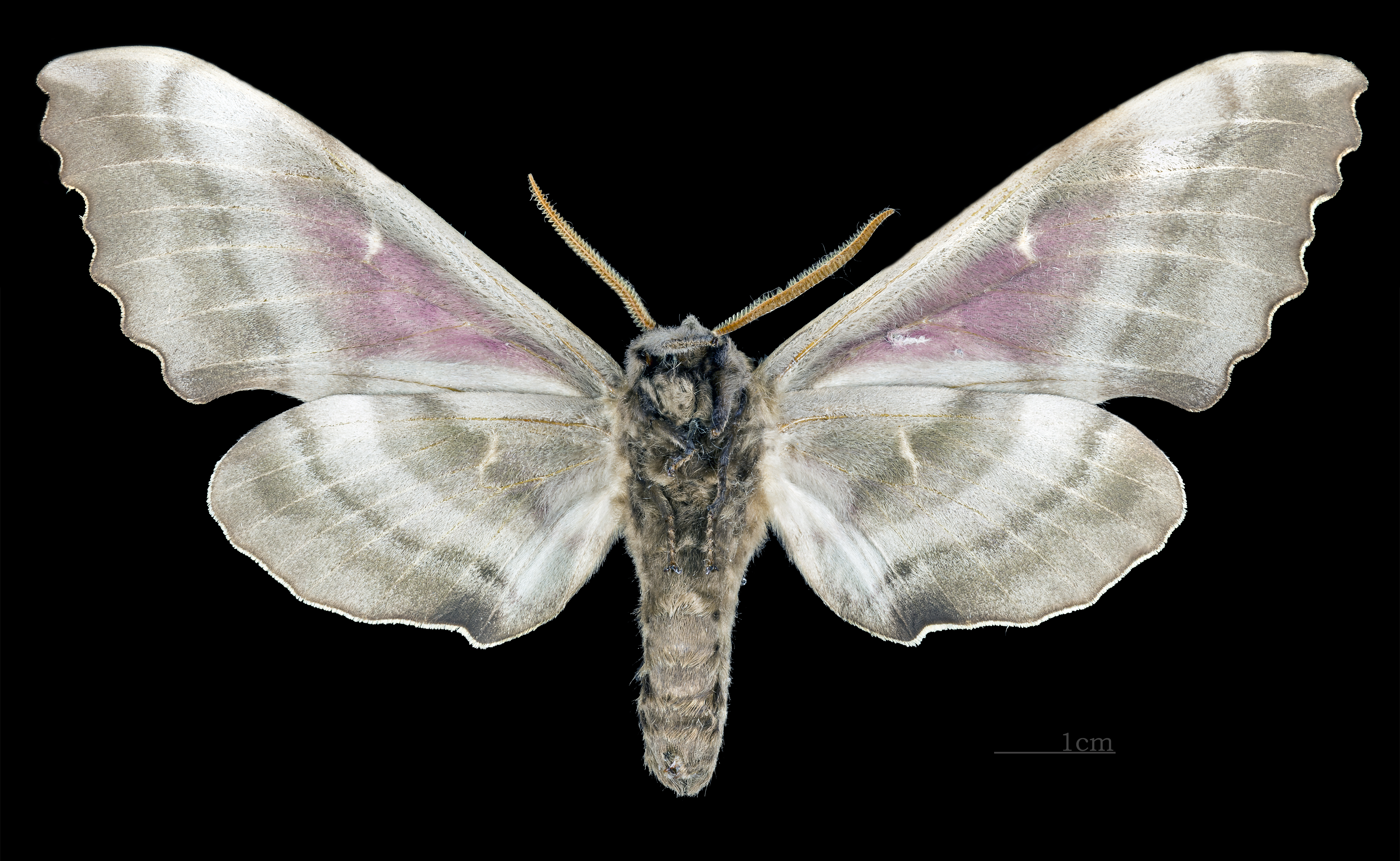
Pachysphinx modesta ♂  △

## Bildgalleri

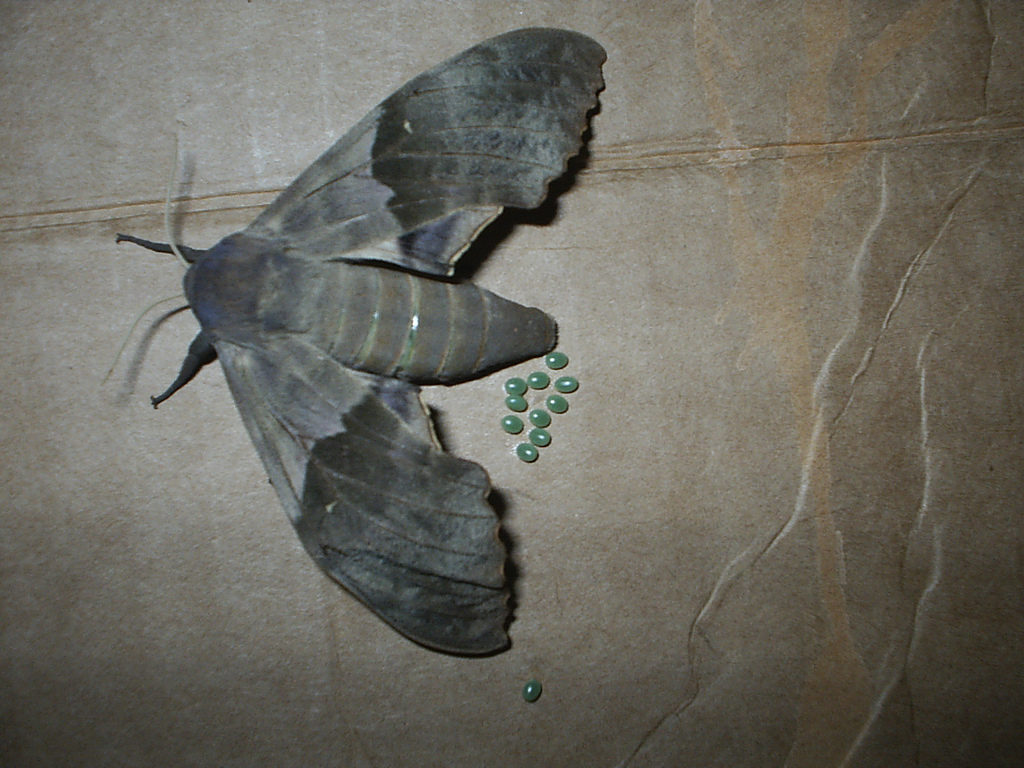